# Rafael Durán Martínez
Rafael Durán Martínez (Guadalajara, Jalisco; 20 de agosto de 1997) es un futbolista mexicano. Su posición es Delantero y su actual club es el Atlante Fútbol Club de la Liga de Expansión MX .

## Trayectoria

### Lobos BUAP
El 3 de enero de 2019 es presentado como nuevo jugador de Lobos BUAP en calidad de cedido por 6 meses.

### Leones Negros
El 21 de junio de 2019 se da su llegada a los Leones Negros.

### Venados FC
El 28 de julio de 2020 fue presentado como nuevo jugador de Venados FC.

### Mineros de Zacatecas
El 4 de junio de 2021 se hizo oficial su llegada a Mineros de Zacatecas firmando un contrato por dos años. Su primer partido con el equipo fue el 29 de julio en liga ante el Atlético Morelia arrancando como titular y anotando un doblete, al final su equipo terminaría empatando a dos goles.

### Club Puebla
El 21 de junio de 2024 se da a conocer su llegada al Club Puebla.

## Selección nacional

### Sub-21
Fue incluido en la lista de 20 jugadores Sub-21 que jugarían el torneo de fútbol en los Juegos Centroamericanos y del Caribe de 2018.

### Participación en selección nacional
| Torneo                                    | Categoría | Sede     | Resultado    | Partidos | Goles |
| ----------------------------------------- | --------- | -------- | ------------ | -------- | ----- |
| Juegos Centroamericanos y del Caribe 2018 | Sub-21    | Colombia | Primera fase | 1        | 0     |

## Estadísticas

### Clubes
Actualizado al último partido jugado el 3 de noviembre de 2024.
| Tigres UANL · México              | 1.ª                 | 2017-18             | 0   | 0  | 2  | 0 | - | - | 2   | 0  | 0.00 |
| Tigres UANL · México              | 1.ª                 | 2018                | 5   | 1  | 1  | 0 | - | - | 6   | 1  | 0.16 |
| Tigres UANL · México              | Total               | Total               | 5   | 1  | 3  | 0 | 0 | 0 | 8   | 1  | 0.12 |
| Lobos BUAP · México               | 1.ª                 | 2019                | 6   | 0  | 4  | 0 | - | - | 10  | 0  | 0.00 |
| Lobos BUAP · México               | Total               | Total               | 6   | 0  | 4  | 0 | 0 | 0 | 10  | 0  | 0.00 |
| U de G · México                   | 2.ª                 | 2019                | 10  | 1  | 3  | 0 | - | - | 13  | 1  | 0.07 |
| U de G · México                   | Total               | Total               | 10  | 1  | 3  | 0 | 0 | 0 | 13  | 1  | 0.07 |
| Venados · México                  | 2.ª                 | 2020-21             | 27  | 5  | -  | - | - | - | 27  | 5  | 0.25 |
| Venados · México                  | Total               | Total               | 27  | 5  | 0  | 0 | 0 | 0 | 27  | 5  | 0.19 |
| Mineros · México                  | 2.ª                 | 2021                | 16  | 3  | -  | - | - | - | 16  | 3  | 0.19 |
| Mineros · México                  | Total               | Total               | 16  | 3  | 0  | 0 | 0 | 0 | 16  | 3  | 0.19 |
| Pumas Tabasco · México            | 2.ª                 | 2022                | 14  | 5  | -  | - | - | - | 14  | 5  | 0.36 |
| Pumas Tabasco · México            | 2.ª                 | 2022-23             | 29  | 4  | -  | - | - | - | 29  | 4  | 0.15 |
| Pumas Tabasco · México            | Total               | Total               | 43  | 9  | 0  | 0 | 0 | 0 | 43  | 9  | 0.23 |
| Atlante F. C. · México            | 2.ª                 | 2023-24             | 36  | 12 | -  | - | - | - | 36  | 12 | 0.33 |
| Atlante F. C. · México            | Total               | Total               | 36  | 12 | 0  | 0 | 0 | 0 | 36  | 12 | 0.33 |
| C. Puebla · México                | 1.ª                 | 2024-25             | 8   | 1  | -  | - | 1 | 0 | 9   | 1  | 0.11 |
| C. Puebla · México                | Total               | Total               | 8   | 1  | 0  | 0 | 1 | 0 | 9   | 1  | 0.11 |
| Total en su carrera               | Total en su carrera | Total en su carrera | 151 | 33 | 10 | 0 | 1 | 0 | 162 | 33 | 0.21 |
| (1) Incluye datos de Copa México. |                     |                     |     |    |    |   |   |   |     |    |      |